# Cernay-l'Église
Cernay-l'Église är en kommun i departementet Doubs i regionen Bourgogne-Franche-Comté i östra Frankrike. Kommunen ligger i kantonen Maîche som tillhör arrondissementet Montbéliard. År 2022 hade Cernay-l'Église 318 invånare.

## Befolkningsutveckling
Antalet invånare i kommunen Cernay-l'Église
Referens:INSEE